# Обавське відшарування-стрімчак
Оба́вське відшарува́ння-стрімча́к (Оба́вське відсло́ння-стрімча́к) — геологічна пам'ятка природи місцевого значення в Україні. Розташована в межах Мукачівського району Закарпатської області, на північ від села Обава і на захід від села Синяк. 
Площа 1 га. Статус надано згідно з рішенням Закарпатського облвиконкому від 23.10.1984 року, № 253. Перебуває у віданні ДП «Мукачівське ЛГ» (лісництво ім. Морозова, кв. 16, вид. 2). 
Створена з метою збереження частини скельного виступу — відслонення гірських порід з нагромадженням кам'яних брил, розташованими на вершині гори Обавський Камінь. Скелі вважаються гирловою частиною згаслого вулкана, що є свідченням давньої вулканічної діяльності в Українських Карпатах. 